# Brent Lang
Pour les articles homonymes, voir Lang.
Brent Lang, né le 25 janvier 1968, est un nageur américain.

## Palmarès

### Jeux olympiques
- Séoul 1988
  -  Médaille d'or en 4 × 100 m nage libre (participation aux séries)[1].

### Championnats du monde
- Championnats du monde de natation 1991
  -  Médaille d'or en 4 × 100 m nage libre.